# Lif-e-Motions
『Lif-e-Motions』（ライフ・エ・モーションズ）は、2006年2月15日にリリースされたTRFの9枚目のオリジナル・アルバム。

## 解説
オリジナル・アルバムは前作『LOOP＃1999』より7年ぶり。
Disc 1には小室哲哉、原一博ほか、10人もの作曲家が参加。
本作のみに収録された楽曲が大半であるが、先行シングルを含め4曲がタイアップとなっている。
Disc 2にはTRFと交流のあるアーティストが多数参加したトリビュート・アルバムとなっている。
CD+DVDとCDのみではジャケットが異なる。
オリコン週間チャートでは8位に初登場。総売上は6.6万枚。

## 収録曲

### Disc 1
1. Good day, Sunshine
作詞：NAHO / 作曲・編曲：JUNKOO
フジテレビ系『ポンキッキーズ』エンディング・テーマ
2. Everlasthings
作詞：Sachiko Shimada / 作曲・編曲：Yasunori Matsuda
3. Where to begin
作詞：Miyako Kawahara / 作曲・編曲：Kazuhiro Hara
日本テレビ系『音楽戦士 MUSIC FIGHTER』1月エンディング・テーマ
復活第1弾シングル。
4. You & me
作詞：Miyako Kawahara / 作曲・編曲：Junjiro Seki
5. Precious
作詞：Junya Urushino / 作曲：Takehiro Iida
テレビ東京系『2ndハウス』エンディング・テーマ
6. As it is
作詞：YU-KI, Hideki Naruse / 作曲：Hideki Naruse
編曲：Yoshimasa Kawabata
7. Urbanature
作詞：Sachiko Shimada / 作詞：Satoshi Shimano
編曲：Asuka Sakai
8. Signal Theta
作曲：WILL・Wararu Yamada・DJ KOO
Instrumental。
9. Life signs again
作詞：HIDE from Dt., Shigeco Ogula / 作曲：Rio from SaGa
編曲：Hayato Tanaka
ミュゥモ TV-CFソング、結婚情報サービス『サンマリエ』CMソング
10. Be ever wonderful
作詞・編曲：DJ KOO / 作曲：YU-KI, DJ KOO
11. One Nation
作詞：Ken Harada, Maki Mihara / 作曲・編曲：TETSUYA KOMURO
2001年9月11日に起きたアメリカ同時多発テロ事件を受けて小室哲哉と松浦勝人が立ち上げたチャリティー・プロジェクト「song+nation」参加曲。TRFは2000年代初頭は主に目立った楽曲制作はしておらず、2000年に入ってからの唯一の新曲でもある。
12. ENGAGED '06
作詞・作曲：TETSUYA KOMURO　編曲：Hyoue Yasuhara
5thアルバム『dAnce to positive』収録曲の2006年ヴァージョン。
歌詞ブックレットに歌詞の記載はない。

2CD+DVD盤のみ収録スペシャル・トラック
1. DANCE LOOP 4
2. DANCE LOOP 5
3. DANCE LOOP 6

### Disc 2
1. EZ DO DANCE -meets KEIKO-
2. Silver and Gold dance -meets T.M.Revolution-
3. survival dAnce 〜no no cry more〜 -meets BoA-
4. TRUTH '94 -meets Tomiko Van-
先行シングル「Where to begin」及び、伴都美子のカバー・アルバム『Voice〜cover you with love〜』に収録。
5. CRAZY GONNA CRAZY -meets AAA-
AAAのカバー・アルバム『CCC-CHALLENGE COVER COLLECTION-』に別テイクで収録。
6. masquerade -meets Youki Kudoh-
7. Overnight Sensation 〜時代はあなたに委ねてる〜 -meets Goro Kishitani & Yasufumi Terawaki-「地球ゴージャス」
8. teens -meets AYUMI HAMASAKI-
浜崎あゆみの39thシングル「Startin'/Born To Be...」にアコースティック・バージョンで収録。
9. BRAVE STORY -meets Every Little Thing-
10. JOY -meets Koda Kumi-
倖田來未のベスト・アルバム『OUT WORKS & COLLABORATION BEST』に収録。

### Disc 3 (DVD)
1. History of TRF
2. Music Video Clips (Short 10 Videos in Disc 2)
Disc 2でトリビュートされた原曲のミュージック・ビデオ及び、ライブ映像のショート版。
3. TRF & Collabo Artists Special Interview
TRF、小室哲哉、Every Little Thing、工藤夕貴、倖田來未、T.M.Revolution、岸谷五朗 & 寺脇康文、伴都美子が参加している。
4. Special Work Shop in DVD Vol.2 (Multi Angle)

## 参加ミュージシャン

### Disc 1
TRF
- YU-KI：Vocal
- DJ KOO：Voice (#1)、Rap (#5)、Chorus (#6)、Scratch (#8)
- SAM：Chorus (#3,4,6,9,10)、Rap (#5)
- CHIHARU：Chorus (#3,4,6,10)
- ETSU：Chorus (#3,4,6,10)

Additional Musician
- 川村ゆみ：Chorus (#1,3,5,6)
- Ko-saku：Chorus (#1,3)
- SISTER RABBITS：Chorus (#1)
- 関淳二郎：Chorus (#4)
- Tynice Hinton：Chorus (#4,5)
- 飯田建彦：Chorus (#5)
- 成瀬英樹：Chorus (#6)
- ucio：Chorus (#9)
- siv：Chorus (#10)
- yasuda：Chorus (#10)
- 01×2：Chorus (#10)
- 小室哲哉：Performed (#11)
- DJ DRAGON：Performed (#11)
- HIDE：Rap (#9)
- 境亜寿香：Keyboards (#7)
- 石成正人：Guitar (#9)
- 家原正樹：Acoustic Guitar (#6)
- ck510：Electric Guitar (#8)
- 馬場一嘉：Electric Guitar (#10)、Acoustic Guitar (#12)
- 千ヶ崎学：Electric Bass (#7)
- 清水玲：Electric Bass & Wood Bass (#12)
- 成澤和俊：Piano (#12)
- 山田亘：Drums & Percussion (#8,10)
- 斎藤ノヴ：Percussion (#4)
- 西村浩二：Trumpet (#5)
- 菅沼雅彦：Trumpet (#5)
- 村田陽一：Trombone (#5)
- 吉田治：Tenor Saxophone & Bariton Saxophone (#5)

### Disc 2
TRF
- YU-KI：Vocal (#5)、Chorus (#4)
- DJ KOO
- SAM：Chorus (#3)
- CHIHARU：Chorus (#3)
- ETSU：Chorus (#3)

Additional Musician
- 西川貴教：Backing Vocal (#2)
- 岩佐俊秀：Synthesizer Programming & Protools Editing (#1)
- 鈴木覚：Synthesizer (#2)
- 柴崎浩：Guitar (#2)
- SUNAO：Guitar (#2)
- 樋口直彦：Acoustic Guitar (#4)
- 宮永治郎：Guitar (#5)
- sin ：Piano (#4)
- IKUO：Bass (#2)
- 渡辺等：Wood Bass (#4)
- 村石雅行：Drums (#4)
- 川村ゆみ：Chorus (#3)